# Sukoharjo (Wedarijaksa)
Sukoharjo is een bestuurslaag in het regentschap Pati van de provincie Midden-Java, Indonesië. Sukoharjo telt 5198 inwoners (volkstelling 2010).